# 埃玛·拉穆索维奇
埃玛·拉穆索维奇（1996年11月28日—），黑山女子手球运动员。她曾代表黑山参加2016年和2020年夏季奥林匹克运动会手球比赛，分别获得第十一名和第六名。